# Tetranchyroderma boadeni
Tetranchyroderma boadeni is een buikharige uit de familie Thaumastodermatidae. Het dier komt uit het geslacht Tetranchyroderma. Tetranchyroderma boadeni werd in 1970 voor het eerst wetenschappelijk beschreven door Schrom in Riedl. 